# Ajbak, Samangan
Ajbak (Aibak ali Haibak; prej Evkratidija (starogrško Εὐκρατιδία); zgodovinsko znan kot Samangan) je provincialno mesto, srednjeveško postajališče za karavane in sedež province Samangan v istoimenskem okrožju v severnem Afganistanu. Kot starodavno mesto in glavno budistično središče v 4. in 5. stoletju pod takratnimi vladarji Kušana ima ruševine iz tega obdobja na kraju, ki je danes znan kot Takht-e Rustam in je na hribu nad mestom.
Zaradi svoje lege je Ajbak pod vplivom budističnih, islamskih ter turških in perzijskih narodov. V preteklosti je bil pomemben zaradi svojega položaja na glavni komunikacijski liniji med Kabulom in afganistanskim Turkestanom.
Leta 2021 so talibani med talibansko ofenzivo leta 2021 prevzeli nadzor nad mestom.

## Zgodovina
Najzgodnejša znana zgodovina je povezana s Ptolemajevo identifikacijo kraja kot kraja Varni ali Uarni in utrjenega mesta Samangan na bregovih reke Khulm, ki je enako mestu na reki Dargidus, jugovzhodno od Zariaspe/ Balh. Ruševine, najdene tukaj, potrjujejo, da je mesto ustanovil Evkrat I., kralj Baktrije. Takrat je bilo znano kot Eukratidia, velikosti sedanjega mesta Khulm.
Zgodovina mesta je datirana v čas vladavine Kušanov v 4. in 5. stoletju, ko je bilo znano budistično središče. Priče tega obdobja so zdaj vidne v obliki ruševin na kraju, imenovanem Takht-e-Rustam, ki je 3 km od mesta na vrhu hriba. Arabci in Mongoli so prišli na ta kraj, ko je že slovel kot budistično versko središče.
Takht-i-Rustam je zgodovinski kraj, kjer je mogoče videti ruševine budistične verske kulture. Budistična stupa tukaj v obliki gomile, ki je na vrhu hriba, predstavlja najzgodnejšo povezavo z razvojem budistične arhitekture.
Ajbak je bilo ime tega kraja, ko so se v srednjem veku tu ustavljale karavane.
23. oktobra 2003 so med vojno uporniki izstrelili rakete na tovornjak, ki je prevažal potnike v Haibak, kar je ubilo deset ljudi.
Leta 2021 so talibani sprožili vsedržavno vojaško ofenzivo, ki je sovpadala z umikom ameriških enot. Ajbak je bil zajet 9. avgusta 2021 in je postal šesta prestolnica province, ki je padla v roke talibanov po ofenzivi konec tedna.
V bombnem napadu na šolo decembra 2022 je bilo ubitih 17 ljudi.

## Zgodovinska dediščina
Samangan ima eno od znanih arheoloških najdišč v Afganistanu, v Takth-e Rustam in sosednjih budističnih jamah in stupah na vrhu hriba, severno od prelazov Hindukuš. Na tem mestu so bile v skalah izklesane jame, v katerih so živeli budisti. Budistična stupa je tukaj v obliki gomile. Predstavlja najzgodnejšo povezavo z razvojem budistične arhitekture v Afganistanu. Drugo območje dediščine je okrožje Hazar Sumuč, ki je od mesta oddaljeno približno 10 km.
Takht-e Rustam

Takht-e Rustam (Haibak), dobesedno pomeni Rustamov prestol, poimenovan po Rustamu, mitološkem bojevniku v perzijski mitologiji, je naselje na vrhu hriba. Datirano je v 4. in 5. stoletje Kušansko-Sasanidskega obdobja, kar potrjujejo arheološki, arhitekturni in numizmatični dokazi. Je 3 km jugozahodno od mesta Samangan. To je lokacija samostanskega kompleksa stupe, ki je v celoti vklesan v gorsko skalo. Samostan glavne budistične tradicije teravadskega budizma ima pet dvoran, dve sta svetišči, ena pa je kupolast strop z zapleteno polepšanjem lotosovih listov. V sosednjem hribu je stupa, ki ima harmiko, ob vznožju pa je več votlin. Nad eno od jam je kvadratna stavba z dvema konferenčnima dvoranama, ena meri 22 kvadratnih metrov, druga pa je okrogla. V eni od teh jam so arheološka izkopavanja odkrila zaklad Gaznevidskih kovancev. Budističnih templjev blizu Takhta je deset, lokalno poznanih kot Kie Tehe.
Okrožje Hazar Sumuč
Okrožje Hazar Sumuč je še eno starodavno budistično središče v severnem osrednjem Afganistanu, kjer je bilo najdenih več jam in v eni od teh jam je bila izklesana budistična stupa.

## Geografija
Mesto leži na bregovih doline reke Khulm, ki je nastala pod stičiščem gorovja Hindukuš in srednjeazijske stepe. V dolini so zelo rodovitna kmetijska zemljišča, zanjo so značilna valovita zelena polja in hribi ob straneh. Cesta A76 od Kabul-Mazar-i-Šarif do Badakhšana poteka skozi mesto Samangan in gre skozi bazar in glavni mestni trg. Najbližji večji mesti sta Mazar-i-Šarif in Baghlan. Mesto je znano po velikem številu uzbekistanskega prebivalstva in slike znanega uzbekistanskega voditelja province, generala Dostuma, so razstavljene v mestu.

## Kultura
Tržnica
Tedenska tržnica, starodavna tradicionalna dejavnost mesta, je priljubljena in poteka vsak četrtek, ko obrtniki, specializirani za glasbila, kot sta dutar (lutnja z dvema strunama) in Zirbhagali (boben iz keramike), razstavljajo svoje izdelke za prodajo. Posebna tržnica tukaj je znana kot Bazar-e-Danbora Faroši (Bazar ali tržnica prodajalcev lutnje).
Kulinarika
Mesto je znano tudi po uzbekistanskih štrucah kruha, ki so priljubljena ulična prodaja.
Zdravje
Mestna bolnišnica služi celotni pokrajini.
Begunci
Begunsko taborišče Hazrati-Sultan je 70 km severno.

## V popularni kulturi
Northumbrijski modernistični pesnik Basil Bunting je napisal pesem o mestu. Naj se spomnijo Samangana ... stoji 32. v prvi knjigi Odes v njegovih Zbranih pesmih. Pesem je datirana iz leta 1937, zato Bunting ni mogel dejansko obiskati mesta; čeprav je pozneje res potoval po Bližnjem vzhodu, ni znano, ali je kdaj odšel v Afganistan, a malo verjetno. Vendar se je istega leta rodil njegov prvi sin (v Wisconsinu) z imenom Rustam; očitno je legenda o Rustamu in Sohrabu navdihnila pesem, pa tudi otrokovo ime. Sama pesem je neriman sonet, manj eksperimentalen kot mnoge Buntingove kratke pesmi iz tistega obdobja, a uspešen v lastni elegični maniri.